# Anne-Gaëlle Sidot
Anne-Gaëlle Sidot (Enghien-les-Bains, 24 juli 1979) is een voormalig tennisspeelster uit Frankrijk. Sidot begon op zevenjarige leeftijd met tennis. Haar favoriete ondergrond is hardcourt. Zij speelt linkshandig en heeft een enkelhandige backhand. Zij was actief in het proftennis van 1994 tot en met 2002.

## Loopbaan

### Enkelspel
Sidot debuteerde in 1993 op het ITF-toernooi van Marseille (Frankrijk). Zij stond in 1994 voor het eerst in een finale, op het ITF-toernooi van Casablanca (Marokko) – hier veroverde zij haar eerste titel, door de Griekse Christina Zachariadou te verslaan. In totaal won zij zeven ITF-titels, de laatste in 1998 in Southampton (Engeland).
In 1996 speelde Sidot voor het eerst op een WTA-hoofdtoernooi, op het toernooi van Parijs. Haar beste resultaat op de WTA-toernooien is het bereiken van de halve finale op het Tier I-toernooi van Toronto in 1999.
Haar beste resultaat op de grandslamtoernooien is het bereiken van de derde ronde. Haar hoogste notering op de WTA-ranglijst is de 24e plaats, die zij bereikte in augustus 2000.

### Dubbelspel
Sidot behaalde in het dubbelspel betere resultaten dan in het enkelspel. Zij debuteerde in 1993 op het ITF-toernooi van Marseille (Frankrijk), samen met landgenote Karolina Jagieniak. Zij stond in 1996 voor het eerst in een finale, op het ITF-toernooi van Bordeaux (Frankrijk), samen met landgenote Karine Quentrec-Eagle – hier veroverde zij haar eerste titel, door het duo Volha Barabansjtsjikava en Alice Canepa te verslaan. In totaal won zij twee ITF-titels, de andere in 1998 in Cergy-Pontoise (Frankrijk).
In 1996 speelde Sidot voor het eerst op een WTA-hoofdtoernooi, op het toernooi van Parijs, samen met de Duitse Jana Kandarr. Zij stond in 2000 voor het eerst in een WTA-finale, op het toernooi van Los Angeles, samen met de Amerikaanse Kimberly Po – zij verloren van het Belgische koppel Els Callens en Dominique Van Roost. Later dat jaar veroverde Sidot haar eerste WTA-titel, op het toernooi van Leipzig, samen met de Spaanse Arantxa Sánchez, door het Belgische koppel Kim Clijsters en Laurence Courtois te verslaan. In totaal won zij twee WTA-titels, de andere in 2001 in Nice, samen met landgenote Émilie Loit.
Haar beste resultaat op de grandslamtoernooien is het bereiken van de kwartfinale, op Wimbledon 1999, aan de zijde van de Nederlandse Kristie Boogert. Haar hoogste notering op de WTA-ranglijst is de 15e plaats, die zij bereikte in juli 2001.

#### Gemengd dubbelspel
Op het US Open 2001 bereikte Sidot de kwartfinale, samen met de Australiër Sandon Stolle.

### Tennis in teamverband
Sidot speelde in 1997 één wedstrijd voor Frankrijk in de Fed Cup; zij won.

## Posities op deWTA-ranglijst
Positie per einde seizoen:
| jaar | rang enkelspel | rang dubbelspel |
| ---- | -------------- | --------------- |
| 1994 | 299            | 750             |
| 1995 | 164            | 548             |
| 1996 | 50             | 102             |
| 1997 | 33             | 116             |
| 1998 | 54             | 62              |
| 1999 | 33             | 31              |
| 2000 | 36             | 24              |
| 2001 | 120            | 47              |
| 2002 | 242            | –               |

## Palmares
| Legenda                |
| ---------------------- |
| Grandslamtoernooi      |
| Olympische Spelen      |
| Year-End Championships |
| Tier I                 |
| Tier II                |
| Tier III               |
| Tier IV & V            |

### WTA-finaleplaatsen enkelspel
geen

### WTA-finaleplaatsen vrouwendubbelspel
| nr.              | finale     | toernooi        | ondergrond    | partner         | tegenstandsters                 | score         |         |
| ---------------- | ---------- | --------------- | ------------- | --------------- | ------------------------------- | ------------- | ------- |
| gewonnen finales |            |                 |               |                 |                                 |               |         |
| 1.               | 2000-11-05 | WTA Leipzig     | tapijt (i)    | Arantxa Sánchez | Kim Clijsters Laurence Courtois | 6-7, 7-5, 6-3 | details |
| 2.               | 2001-02-18 | WTA Nice        | tapijt (i)    | Émilie Loit     | Kimberly Po Nathalie Tauziat    | 1-6, 6-2, 6-0 | details |
| verloren finales |            |                 |               |                 |                                 |               |         |
| 1.               | 2000-08-13 | WTA Los Angeles | hardcourt     | Kimberly Po     | Els Callens Dominique Van Roost | 2-6, 5-7      | details |
| 2.               | 2000-10-15 | WTA Zürich      | hardcourt (i) | Kimberly Po     | Martina Hingis Anna Koernikova  | 3-6, 4-6      | details |

## Resultaten grandslamtoernooien
| Legenda | Legenda                          |
| ------- | -------------------------------- |
| g.t.    | geen toernooi gehouden           |
| l.c.    | lagere categorie                 |
| –       | niet deelgenomen                 |
| G       | uitgeschakeld in de groepsfase   |
| 1R      | uitgeschakeld in de eerste ronde |
| 2R      | uitgeschakeld in de tweede ronde |
| 3R      | uitgeschakeld in de derde ronde  |
| 4R      | uitgeschakeld in de vierde ronde |
| KF      | uitgeschakeld in de kwartfinale  |
| HF      | uitgeschakeld in de halve finale |
| F       | de finale verloren               |
| W       | het toernooi gewonnen            |
| w-v     | winst/verlies-balans             |

### Enkelspel
| Toernooi        | 1995 | 1996 | 1997 | 1998 | 1999 | 2000 | 2001 | 2002 | w-v |
| --------------- | ---- | ---- | ---- | ---- | ---- | ---- | ---- | ---- | --- |
| Australian Open | –    | –    | 2R   | 3R   | 1R   | 1R   | 1R   | –    | 3-5 |
| Roland Garros   | 1R   | 1R   | 1R   | 2R   | 1R   | 3R   | 1R   | 2R   | 4-8 |
| Wimbledon       | –    | 2R   | 1R   | 1R   | 1R   | 3R   | 1R   | –    | 3-6 |
| US Open         | –    | 3R   | 1R   | 1R   | 2R   | 1R   | 1R   | –    | 3-6 |

### Vrouwendubbelspel
| Toernooi        | 1995 | 1996 | 1997 | 1998 | 1999 | 2000 | 2001 | w-v |
| --------------- | ---- | ---- | ---- | ---- | ---- | ---- | ---- | --- |
| Australian Open | –    | –    | 1R   | 1R   | 2R   | 2R   | 2R   | 3-5 |
| Roland Garros   | 1R   | 2R   | 1R   | 2R   | 1R   | 3R   | 2R   | 5-7 |
| Wimbledon       | –    | –    | 1R   | 1R   | KF   | 2R   | 2R   | 5-5 |
| US Open         | –    | –    | 2R   | 3R   | 2R   | 3R   | 1R   | 6-5 |

### Gemengd dubbelspel
| Toernooi        | 1997 | 1998 | 1999 | 2000 | 2001 | w-v |
| --------------- | ---- | ---- | ---- | ---- | ---- | --- |
| Australian Open | –    | –    | –    | –    | 1R   | 0-1 |
| Roland Garros   | 1R   | 3R   | 2R   | 2R   | 2R   | 5-5 |
| Wimbledon       | –    | –    | –    | –    | 1R   | 0-1 |
| US Open         | –    | –    | 1R   | 2R   | KF   | 3-3 |